# European Institute of Oncology
European Institute of Oncology (italien: Istituto Europeo di Oncologia, IEO) est un centre de cancérologie à but non lucratif situé à Milan, en Italie. C'est un hôpital, un centre de recherche et une institution de formation,. L'Institut Européen d'Oncologie travaille sur la prévention, le diagnostic et le traitement du cancer en développant la recherche clinique et scientifique couplée à l'organisation et à la gestion,,.

## Organisation
L'Institut européen d'oncologie a été fondé par Umberto Veronesi, pour accroître la recherche avancée dans le domaine international de l'oncologie. L'institut a été inauguré en mai 1994 et est géré par des directeurs de division et d'unité de huit pays européens,. L'Institut est devenu un hôpital de recherche et un centre de traitement (IRCCS ou «Istituto di Ricovero e Cura a Carattere Scientifico») par décret ministériel pris en janvier 1996. L'Institut intègre diverses activités impliquées dans la lutte contre le cancer: prévention et diagnostic, éducation et formation à la santé, recherche et traitement.

## Journal
ecancermedicalscience est la revue en libre accès de l'Institut européen d'oncologie. Fondé par Umberto Veronesi et Gordon McVie en 2007, ecancermedicalscience est publié par Cancer Intelligence.
En juin 2014, un rapport de cas publié dans ecancermedicalscience a attiré l'attention des médias. Le rapport de cas décrit une jeune fille latino-américaine dont les éclats de rire inappropriés ont été diagnostiqués à tort comme une mauvaise conduite ou une possession démoniaque, mais se sont avérés être des crises gélastiques causées par une tumeur au cerveau.